# 石龍軍路

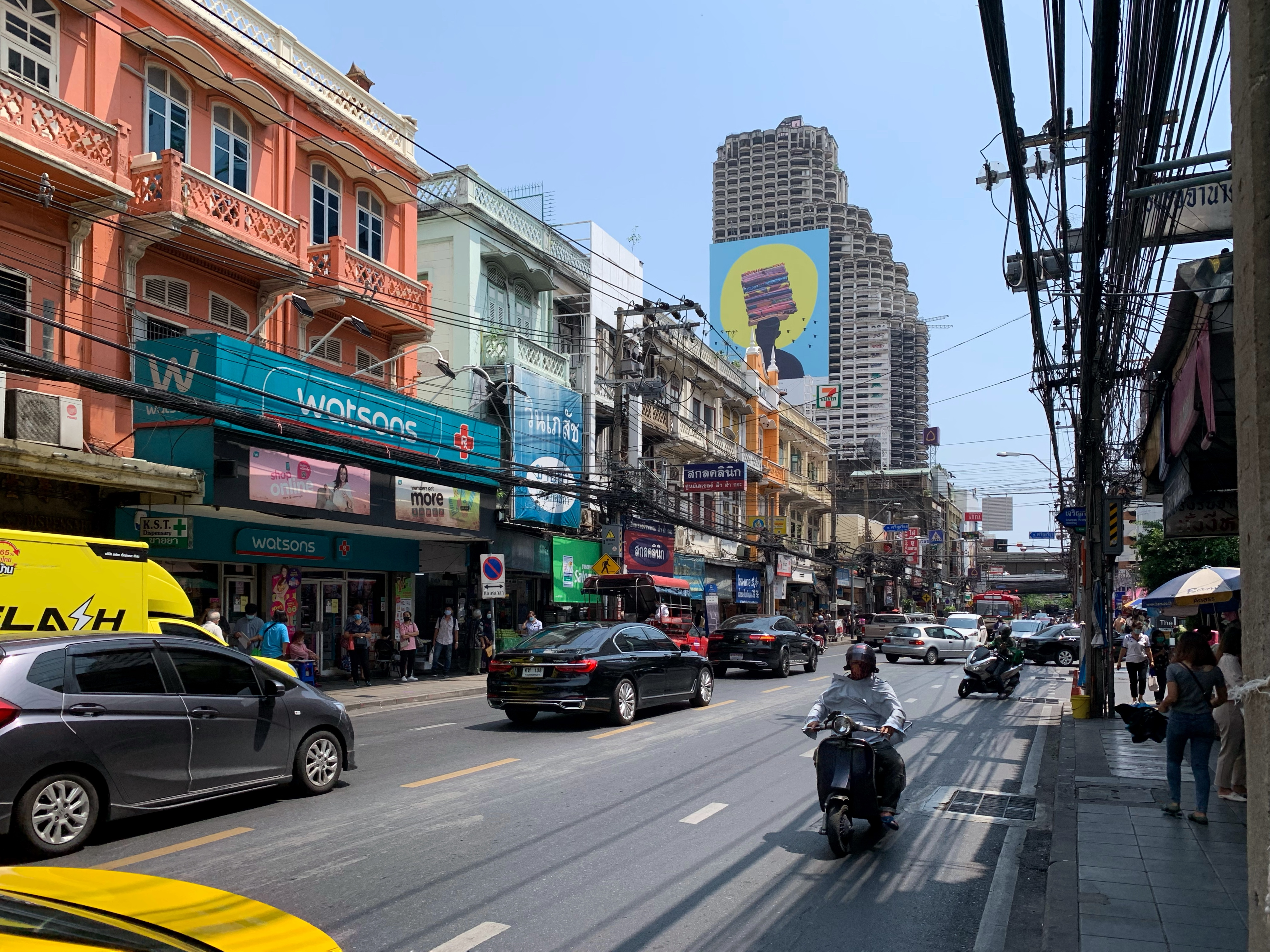
石龍軍路，背景可見沙吞独特大楼

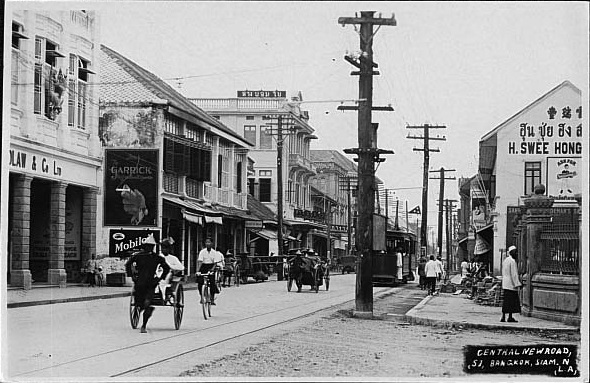
舊明信片，20世紀10年代至20年代期間

石龍軍路（音素換寫：T̄hnn ceriỵkrung，皇家轉寫：Thanon Charoen Krung）位於泰國的首都曼谷，為連通拍那空縣、三攀他旺縣、挽叻縣及然那哇縣的主要幹道，它大致與湄南河的河道平行。部分路段與耀華力路組成華人社區；部分路段與拍乎叻路組成印度人的社區。它的北部連接大皇宮，水晶宮賊市場及空通廉價電子產品市場（Khlong Thom Market）。沿途有曼谷最古老的劇院：沙拉石龍軍皇家劇院、王子戲院、中央郵政局及國家大廈。南部是鄭皇橋。
石龍軍路是曼谷第一條利用現代方法鋪設的馬路，修于1862年至1864年的四世王統治時期。石龍軍路的建成亦是曼谷歷史上重要的節點，曼谷由此自水運通行轉變爲陸路通行的城市。道路兩旁亦因而存有諸多近代暹羅的建築。
它與是隆路的交界是中國的廣府人華僑的社區，通行粵語。與瑪夏塞路（Mahaset Road）的交界是曼谷人博物館（Bangkokian Museum）。

## 名稱
石龍軍路是曼谷華人以潮州音對泰語原名的音譯。泰語“石龍軍”由和兩個單字組成，分別意爲“開發，振興”和“都城”。因此石龍軍路的泰語原義是“開發都城路”或“振興都城路”，這代表石龍軍路是曼谷歷史上修建的第一條現代馬路。

## 歷史
到19世紀中期，曼谷仍然是運河交錯的水路交通城市。1855年，暹羅同英國簽訂《宝宁条约》，曼谷的外國人得以受權自由貿易。1861年，西方領事不滿交通不便，請求泰王開闢馬路，以便利昭拍耶河東岸的陸路交通。拉瑪四世王因而決定在修建第一條現代馬路，1862年動工興修連通西方人居住區的路段，這一段在1864年3月16日完工。馬路最初沒有正式名稱，民間俗稱新馬路（ถนนใหม่）。後來的“石龍軍”一名是四世王所賜，意爲“振興都城”。
道路的走向大致和昭披耶河平行，呈南北走向。最早興建的地段將拉達那哥欣島和西方人居住地連通，穿過Phadung Krung Kasem運河，終於Bang Kho Laem的河流轉角附近。第二個地段處在舊城内，自帕徹獨彭大寺院起，至Saphan Lek（鐵橋）和之前的道路相接。道路完工後曾引起當地人不滿，認爲路面過寬。1922年，當局翻修馬路並鋪設瀝青。到那時，市民大多僅使用道路的一側。
石龍軍路和之後的第二條馬路芒崙曼路，共同代表曼谷城市歷史的重要節點。陸路交通自此逐步取代水路。石龍軍路自建成到20世紀初一直是曼谷的主幹路，之後曼谷城區向芒崙曼路方向延展。1888年，曼谷的第一條有軌列車路設在石龍軍路；1894年，又改造爲有軌電車路，最終到1963年停運。
20世紀後期，曼谷城區迅速擴張，石龍軍路不再是主幹道路。2013年，石龍軍路有兩成的商業大廈空置。政府醖釀在石龍軍路規劃創意街區，稱爲石龍軍創意區。曼谷地鐵藍線溝通華埠和拉達那哥欣島，其間自石龍軍路地下穿過，引起公衆關於歷史建築保育的擔憂。

## 分段
傳統上，曼谷華人將石龍軍路分爲多段，每段有不同華文稱呼。根據1924年出版的華文地圖《暹京商場街道圖》，石龍軍路自南到北的每一段路分別名為：四角皮也是馬路、馬瓜路（馬𠂢路）、烏肚社馬路、𠵼叻馬路、十八間路、七聖媽路、下鐵橋、噠叻仔馬路、三角路、真君爺馬路、龍尾爺馬路、石龍軍馬路、媽宮後馬路、鐵橋四角、上鐵橋、花會厰（三城門路）、四角丕耶。

## 位置

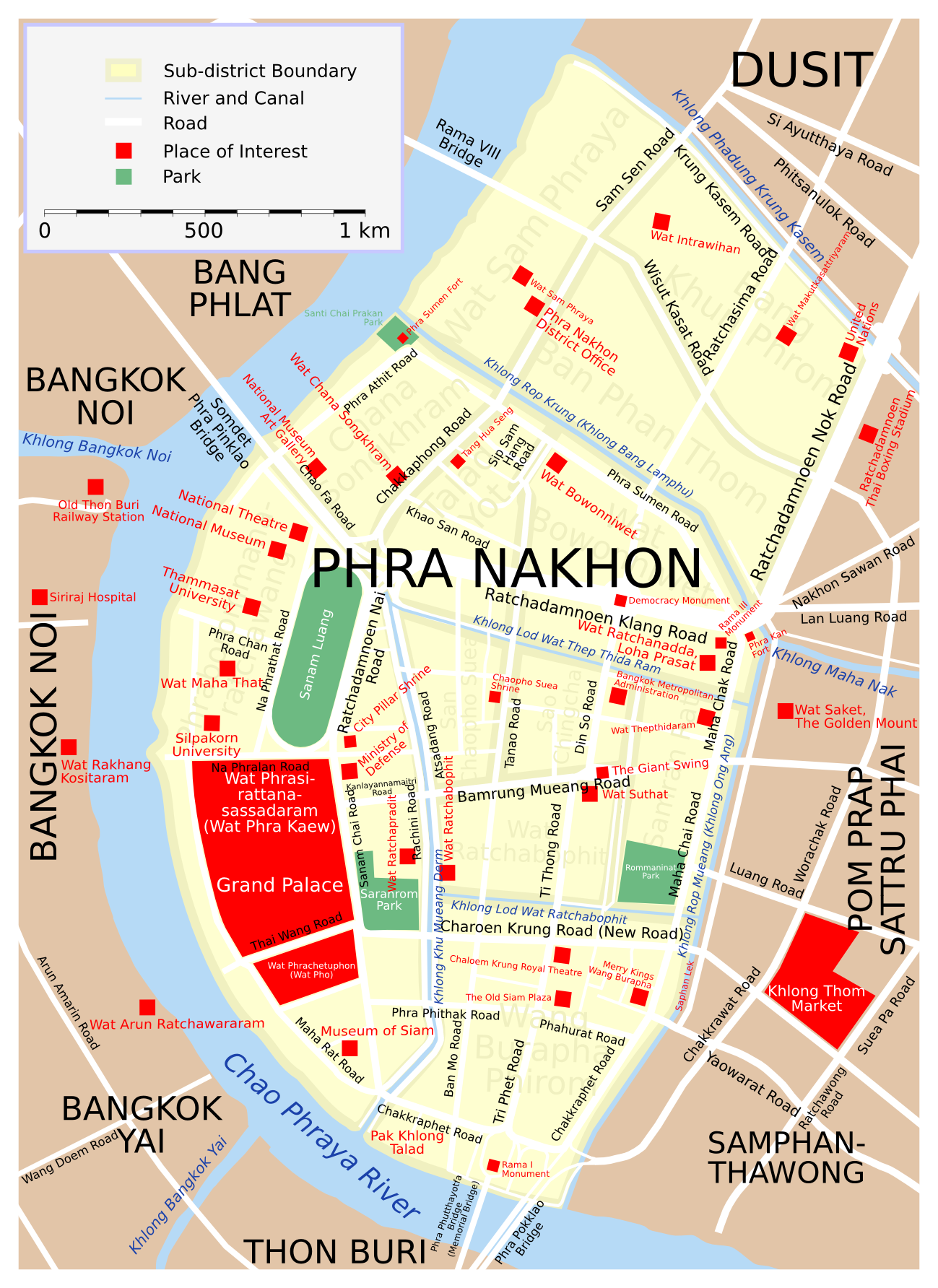
石龍軍路在拍那空縣位置圖
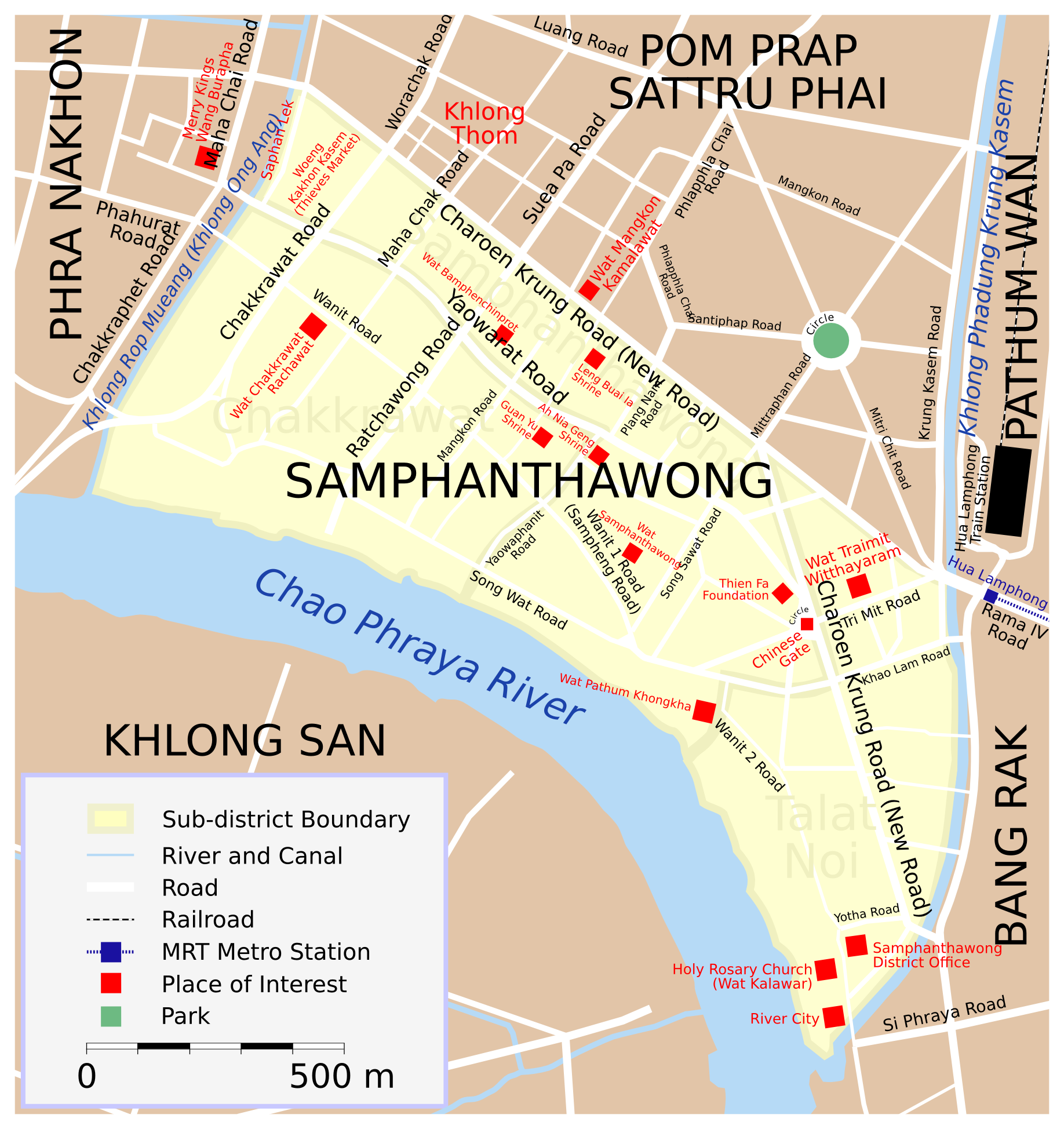
石龍軍路在三攀他旺縣的位置圖
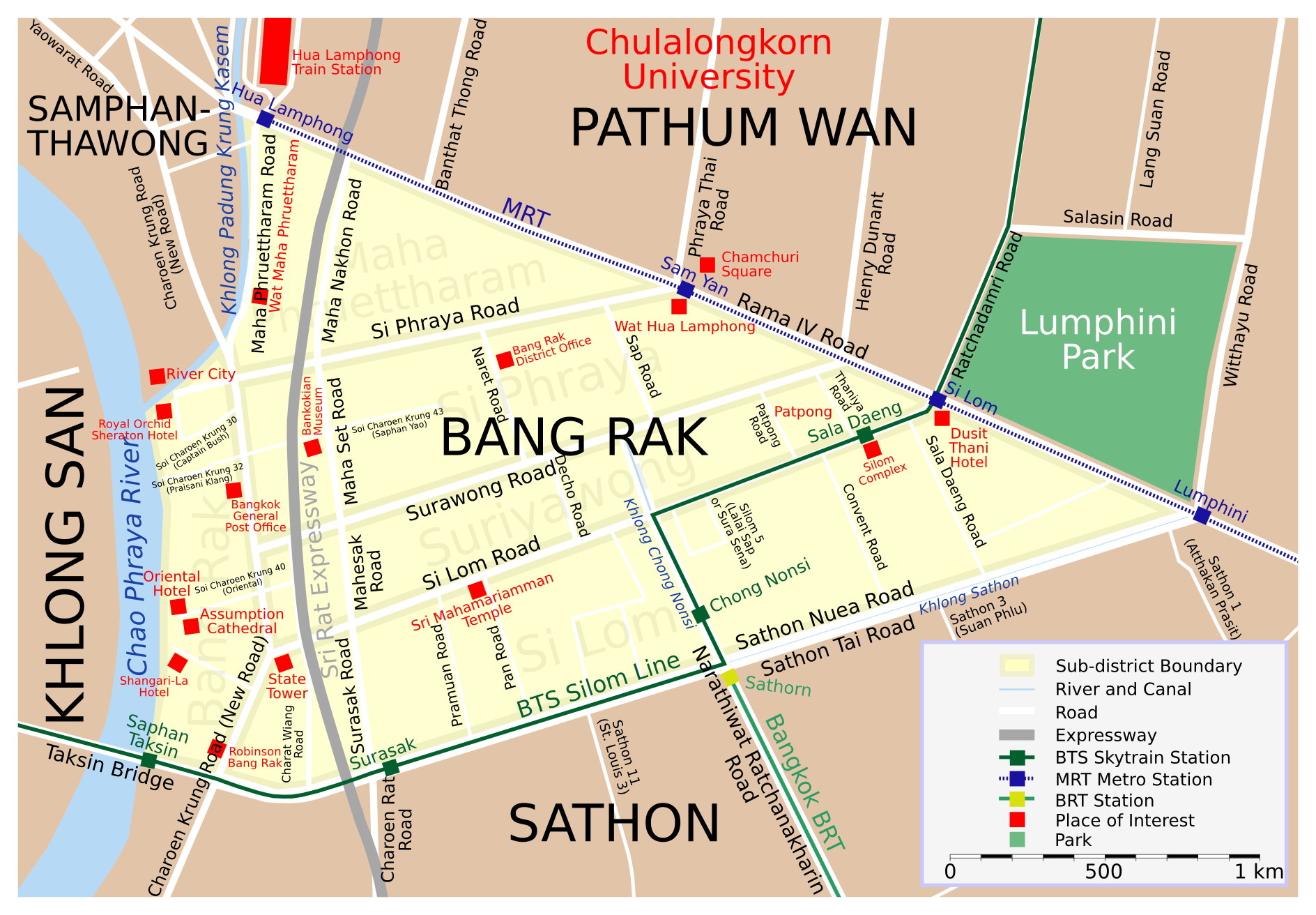
石龍軍路在挽叻縣的位置圖

## 著名小巷
- 石龍軍85巷（萬邁社 Soi Ban Mai ซอยบ้านใหม่）
- 石龍軍107巷（Soi Pradu 1 ซอยประดู่ 1）

## 重要建築物
- 皇家市颂赞殿剧院
- 星暹日报总部
- 龙莲寺
- 龙尾古庙
- 崇圣牌楼
- 曼谷邮政总局
- 葡萄牙驻泰国大使馆
- 法国驻泰国大使馆
- 曼谷海关大楼旧址
- 香格里拉酒店
- 圣母升天主教座堂 (曼谷)
- 沙吞独特大楼
- 龙船寺
- Asiatique河滨夜市